# Superclásico (film)
 For alternative betydninger, se Superclásico. (Se også artikler, som begynder med Superclásico)
Superclasico er en dansk komediefilm fra 2011 af Ole Christian Madsen. 
Anders W. Berthelsen og Paprika Steen har hovedrollerne i filmen, som foregår og er optaget i Buenos Aires, Argentina

## Handling
Christians kone er skredet. Hun har nu fundet en flot fodboldspiller i Buenos Aires, og efter at have ruineret sin vinforretning rejser Christian til Buenos Aires i håb om at kunne få hende tilbage. Da han ankommer i Argentina opdager han at hun skal giftes med fodboldspilleren hvilket kun er et ud af mange ydmygelser som venter Christian i Sydamerika.

## Medvirkende
- Anders W. Berthelsen – Christian
- Paprika Steen – Anna Christians kone
- Jamie Morton – Oscar
- Sebastián Estevanez – Juan Diaz
- Dafne Schilling – Veronica
- Adriana Mascialino – Fernanda
- Miguel Dedovich – Mendoza